# Rafael Bastos
Rafael Bastos (Rio de Janeiro, 1º gennaio 1985) è un ex calciatore brasiliano, di ruolo centrocampista.